# Mocom

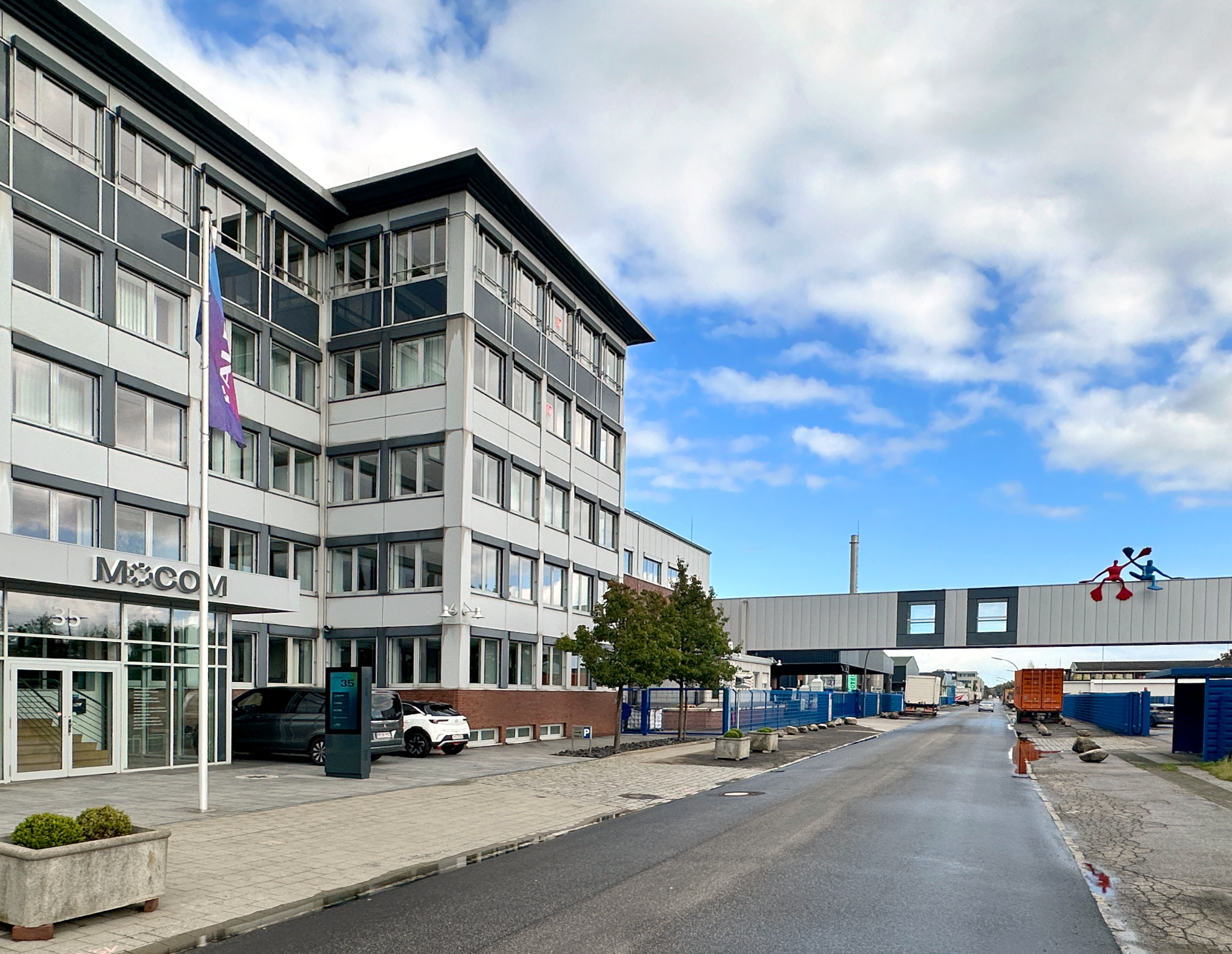
MOCOM-Hauptsitz in Hamburg-Rothenburgsort (2024)

Die Mocom Compounds GmbH & Co. KG (Eigenschreibweise: MOCOM) ist ein auf die Compoundierung von thermoplastischen Polymeren spezialisiertes Unternehmen, das Hochleistungskunststoffe und technische Compoundlösungen für die kunststoffverarbeitende Industrie weltweit entwickelt und produziert. 
Der Hauptsitz des Unternehmens befindet sich in Hamburg. Der Unternehmensname leitet sich von Modern Compounding ab. Mocom gehört zur Otto Krahn Group.

## Geschichte
1961 wurde die Albis Plastic GmbH gegründet, die neben der Distribution von Kunststoffen ab 1972 auch in der Compounding tätig ist. 2020 wurden die beiden Geschäftsbereiche Distribution und Compounding in zwei eigenständige Unternehmen überführt.

## Unternehmen
Das Unternehmen unterhält insgesamt fünf Standorte. Produziert wird in Deutschland an den Standorten Hamburg, Obernburg und Zülpich, sowie in Duncan, South Carolina (USA) und Changshu (China). Mocom produziert rund 4.000 spezialisierte und kundenspezifische Compounds für die verschiedensten Märkte, darunter die Eigenmarken Alcom, Altech, Alfater und Tedur. Die Gesamtkapazität der Produktion liegt bei etwa 200.000 Tonnen pro Jahr.